# Kostel svaté Kateřiny (Prusinovice)
Kostel svaté Kateřiny Alexandrijské je římskokatolický kostel nacházející se v centru obce Prusinovice na Kroměřížsku. Kostel stojí na gotických základech a byl několikrát přestavěn. Nejstarší částí kostela je loď. V 16. století byli majiteli panství Prusinovští z Víckova, kteří v kostele měli rodinnou hrobku. V roce 1601 dal Arkleb z Víckova, člen z rodu Prusinovských, přistavět věž a kostel původně zasvětil Ke cti a chvále Blahoslavené Trojice Svaté. Náhrobky z rodinné hrobky Prusinovských z Víckova byly při velké přestavbě kostela v letech 1866-1867 umístěny na vnější stranu kostela. Presbytář a boční kaple jsou nejnovější částí kostela.
Kostel je kulturní památkou od roku 1958. Duchovní správou patří do farnosti Prusinovice, která je v děkanátu Holešov olomoucké arcidiecéze.